# Forever (The Bear)
"Forever" es el décimo episodio y final de la tercera temporada de la comedia dramática televisiva estadounidense The Bear. Es el episodio número 28 de la serie y fue escrito y dirigido por el creador de la serie Christopher Storer. Fue lanzado en Hulu el 26 de junio de 2024, junto con el resto de la temporada.
La serie sigue a Carmen "Carmy" Berzatto, un galardonado chef de cocina de la ciudad de Nueva York, que regresa a su ciudad natal de Chicago para dirigir la fallida tienda de sándwiches de carne italiana de su difunto hermano Michael. En este episodio, Carmy, Sydney y Richie asisten al funeral de Ever, donde se reúnen con algunos chefs.

## Trama
En un flashback, Carmy (Jeremy Allen White) comienza su primer día en French Laundry. Mientras prepara la comida familiar, el chef Thomas Keller se le acerca y le ofrece algunos consejos sobre cómo atar un pollo. Keller también explica que, además de aprender a cocinar, es muy importante "nutrir" a las personas de su entorno para construir una buena imagen.
En la actualidad, Carmy, Sydney (Ayo Edebiri) y Richie (Ebon Moss-Bachrach) llegan a Ever para su cena de clausura. Se reúnen con algunos colegas, incluido el chef Luca (Will Poulter) y algunos otros chefs respetados. Sydney (Ayo Edebiri) se sorprende cuando la gente elogia sus habilidades, deleitándola. Mientras se sientan a conversar sobre sus experiencias, Carmy se da cuenta de que el chef David Fields (Joel McHale) está presente. Richie va a la cocina, donde se reúne con Garrett (Andrew López) y Jessica (Sarah Ramos) por última vez, y decide ayudarlos a gestionar el servicio. 
Cuando los chefs hablan de la importancia de crear entornos seguros, Carmy finalmente admite su frustración con Fields ante Sydney y Luca. Mientras Fields camina hacia el baño, Carmy lo detiene para confrontarlo por su naturaleza abusiva. Fields afirma que no le importa Carmy, y este último se sincera sobre cómo destruyó su vida al haber abandonado a otras personas en su vida. Fields le responde a un Carmy incrédulo que debería estar agradecido; Comenzó como un excelente chef y se fue como un "excelente" chef, porque el abuso lo ayudó a liberarse de cualquier "distracción". Sydney y Luca visitan la cocina, donde Luca revela que se quedará en Chicago unos meses para visitar a su hermana. Adam (Adam Shapiro) le recuerda a Sydney su oferta anterior, a lo que ella afirma que todavía está interesada.
La chef Terry (Olivia Colman) pronuncia un discurso en el que proclama que la importancia de un restaurante no es la comida, sino el servicio a los clientes. También le explica a Carmy su decisión de cerrar el restaurante, explicando que estaba cansada del estrés constante y quería terminar su carrera en sus propios términos. Más tarde, Sydney invita al personal de The Bear y Ever a su apartamento para una fiesta. Sydney revisa el refrigerador y encuentra la reseña de 4 estrellas para The Beef, lo que la hace abandonar el apartamento debido a un ataque de pánico. Carmy camina solo por la calle y descubre que ha perdido llamadas telefónicas de Cicero y The Computer, cuando finalmente sale la reseña del Chicago Tribune. Se queda mirando algunas palabras específicas, pero no se ve el consenso. Carmy simplemente proclama: "Hijo de puta".

## Producción

### Desarrollo
En mayo de 2024, Hulu confirmó que el décimo y último episodio de la temporada se titularía "Forever" y sería escrito y dirigido por el creador de la serie Christopher Storer.  Fue el decimocuarto crédito de escritura de Storer y el decimonoveno crédito de dirección. 

### Música
El episodio incluyó en su banda sonora las canciones "Together" de Nine Inch Nails, "In the Garage" de Weezer, "The Big Country" de Talking Heads, "Joy" de The Sundays, "Within' Your Reach" de The Replacements, "Can You Hear Me?" de David Bowie, "Diamond Diary" de Tangerine Dream, "Just One More Day" de Otis Redding, "Big White Cloud" de John Cale, "Laid" de James y "Disarm" de The Smashing Pumpkins.

## Lanzamiento
El episodio, junto con el resto de la temporada, se estrenó el 26 de junio de 2024 en Hulu.  Originalmente, la temporada estaba programada para estrenarse el 27 de junio. 

## Reseñas críticas
Jenna Scherer de The AV Club le dio al episodio una calificación de "B" y escribió: "Así llegamos a "Forever", un final de temporada que se siente como si The Bear se diera palmaditas en la espalda, zumbara con su zumbido, rematado con un no-final que te hace querer levantar las manos en el aire. El guión de mano dura de Storer recalca temas que ya dejó muy claros al principio de la temporada".
Alan Sepinwall de Rolling Stone escribió: "aunque el final a menudo se droga por sí solo, eventualmente regresa a Carmy y Sydney, cuya historia está por encima de todo, y nos recuerda que los milagros no tienden a ser baratos. Quizás si Carmy hubiera regresado a Ever en lugar de ir a Nueva York, podría haberse convertido en un digno sucesor de Andrea Terry".
Marah Eakin de Vulture le dio al episodio una calificación de 3 estrellas sobre 5 y escribió: "Tendremos que esperar hasta la próxima temporada para descubrirlo, que podría ser la última de The Bear si hay que creer en los rumores. Y mientras no creo que la tercera temporada de The Bear haya sido la mejor, tal vez ayude pensar en ella como esa pizza congelada que el chef Terry sacó del congelador de Syd: incluso en el peor de los casos, The Bear sigue siendo bastante buena".  AJ Daulerio de Decider escribió: "Y aquí estamos. El final de una temporada sinuosa y sin incidentes que dejó al público hambriento amante de The Bear todavía esperando que comenzara oficialmente en el momento exacto en que terminó. La mayoría de los episodios estaban confusos con flashbacks, trucos de cámara pretenciosos y lo que parecía ser una dependencia excesiva de los actores para improvisar a través de puntos muertos en los guiones. La próxima temporada, debería haber más sustancia (¿verdad?) y, con suerte, un 95% menos de Fak. 
Brady Langmann de Esquire escribió: "Cuando aparecen los montajes de ansiedad de Carmy, debemos entender que se ha convertido en un narrador poco confiable. La reseña podría haber dicho cualquier cosa; esperemos que no sea lo suficientemente negativa como para que el tío Jimmy retire su financiación por completo".